# Валенсия, Йохан
Йо́хан Мануэ́ль Вале́нсия Химе́нес (исп. Jhojan Manuel Valencia Jiménez; род. 27 июля 1996, Кали) — колумбийский футболист, полузащитник клуба «Остин».

## Клубная карьера
Валенсия — воспитанник клуба «Депортиво Кали». 11 мая 2015 года в матче против «Онсе Кальдас» он дебютировал в Кубке Мустанга. В своём дебютном сезоне Йохан помог клубу выиграть чемпионат. В начале 2017 года для получения игровой практики Валенсия на правах аренды перешёл в «Кукута Депортиво». 15 февраля в матче против «Бояка Чико» он дебютировал в колумбийской Примере B. В начале 2018 года Валенсия был арендован клубом «Унион Магдалена». 10 февраля в матче против «Вальедупара» он дебютировал за новую команду. 6 октября в поединке против «Реал Сантандер» Йохан забил свой первый гол за «Унион Магдалена». По итогам сезона Валенсия помог клубу выйти в элиту. 14 июля 2019 года в матче против «Хагуарес де Кордова» он дебютировал за команду в высшем дивизионе Колумбии. В 2020 году по окончании аренды Валенсия вернулся в «Депортиво Кали». 2 апреля в поединке против «Ла Экидада» Йохан забил свой первый гол за команду. В том же году он во второй раз стал чемпионом Колумбии.
13 января 2022 года Валенсия перешёл в клуб MLS «Остин», подписав трёхлетний контракт с опцией продления ещё на один год. В высшей лиге США он дебютировал 26 февраля в матче стартового тура сезона 2022 против «Цинциннати», выйдя на замену. В июне во время тренировки Валенсия получил разрыв латерального мениска правого колена.

## Достижения
Командные
 «Депортиво Кали»
- Победитель Кубка Мустанга (2) — Апертура 2015, Финалисасьон 2021